# Nabeshima-clan

Wapenschild van de Nabeshima-clan

De historie van de Nabeshima-clan begon in het Eitoku-tijdperk (1381-84) als de Japanse krijgsheer (Japans: Daimyo of Shogun) Shōni Shigenao zich vestigde in het dorp Nabeshima, provincie Hizen (nu prefectuur Saga), Kyushu, Japan en zich deze naam als eigennaam gaf. Hij en zijn nakomelingen vochten om het beheer van het Japanse eiland Kyushu, ook tijdens de Edo-periode, toen de Tokugawa-clan in de rest van Japan aan de macht kwam. De Tokugawa-clan was bevreesd voor de Nabeshima-clan omdat deze westerse wapens ter beschikking had, komende bijvoorbeeld van Portugese handelaars, om hun macht op het eiland te versterken. Daarom besloten ze om elkaar te respecteren en werd de Nabeshima-clan toegestaan hun gebied in Saga te behouden, totdat er in 1871 een centrale regering kwam. Het shogunaat is de regeringsvorm die bijna 700 jaar lang in Japan aan de macht was.

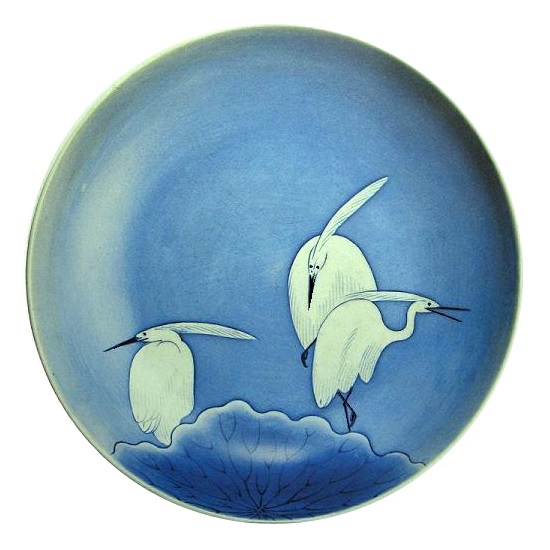
Nabeshima-porselein met reiger decor, onderglazuur blauw/wit, c. 1690-1710s (“belangrijk cultureel bezit")

Tijdens de Edo-periode werd het Saga-domein van de clan zeer beroemd om het porselein dat er werd geproduceerd. In hun gebied werd het Imari-porselein geproduceerd maar ook een porselein welke de Nabeshima-clan strikt privé hield, dit porselein staat bekend als het Nabeshima-porselein, naar de naam van de clan. Dit porselein is van de hoogste kwaliteit en werd gemaakt om als geschenk weg te geven. 
Tot aan de Meiji-periode werd er maar weinig van dit Nabeshima-porselein uitgevoerd. Er wordt een verscheidenheid aan ontwerpen gebruikt, variërend van abstract tot representatief. Dier- en plantmotieven zijn populair, en ontwerpen met drie patroonpotten zijn een bijzonder kenmerk. Op het oude Nabeshima-porselein was geen merkteken aangebracht, het moderne Nabeshima-porselein heeft wel een merk; het wapenschild van de Nabeshima-clan. 
- Library of Congress Control Number: sh85089477
- Nationale Bibliotheek van Israël: 987007283609305171
- Virtual International Authority File: 316577204